# (甲基环戊二烯基)三羰基锰
(甲基环戊二烯基)三羰基锰是一种有机锰化合物，化学式为C9H7MnO3。它可由甲基环戊二烯基钠和五羰基溴化锰在四氢呋喃中反应制得。它在一氧化碳气氛中被钠还原，可以得到十羰基二锰。它和三苯基氢化锡反应，可以得到MeC5H4(CO)2Mn(H)SnPh3和MeC5H4(CO)2Mn(SnPh3)2（其中Me为甲基，Ph为苯基）。最初作为含铅汽油的补充使用，后来用于无铅汽油辛烷值增加